# Best of Apocalyptica
Best of Apocalyptica je kompilace finské kapely Apocalyptica.

## Seznam skladeb
1. „Driven“ – 3:23
2. „Hope“ – 3:26
3. „Enter Sandman“ – 3:41
4. „Nothing Else Matters“ – 4:47
5. „Pray!“ – 4:24
6. „Path“ – 3:07
7. „The Unforgiven“ – 5:23
8. „Refuse/Resist“ – 3:13
9. „Kaamos“ – 4:43
10. „Inquisition Symphony“ – 4:59
11. „Romance“ – 3:29
12. „Harmageddon“ – 4:57
13. „Hall of the Mountain King“ – 3:28